# Karl Lamers
Karl Franz Lamers (* 11. November 1935 in Königswinter; † 27. August 2022) war ein deutscher Politiker (CDU). Er war von 1980 bis 2002 Mitglied des Deutschen Bundestages.

## Leben
Lamers’ Vater fiel im Zweiten Weltkrieg. Nach dem Besuch der Volksschule und des Aloisiuskollegs in Bad Godesberg (Abitur 1958) studierte Karl Lamers in Bonn und Köln Jura und Politikwissenschaft und legte 1964 das erste juristische Staatsexamen ab. Von 1966 bis 1980 war er Leiter der Karl-Arnold-Stiftung, einer politischen Akademie in Bonn-Bad Godesberg (heute Königswinter).
1955 trat Lamers der CDU bei. Von 1968 bis 1971 war er Landesvorsitzender der Jungen Union im Rheinland. Seit 1971 war er Mitglied des Landesvorstandes der CDU Nordrhein-Westfalen, von 1975 bis 1981 als stellvertretender Landesvorsitzender. Von 1986 bis 2005 war er Vorsitzender des Bezirksverbandes Mittelrhein der CDU.
Lamers war von 1980 bis 2002 Mitglied des Bundestages. Er wurde stets über die CDU-Landesliste Nordrhein-Westfalen in den Bundestag gewählt. Im Bundestag war er von 1990 bis 2002 außenpolitischer Sprecher der CDU-Fraktion sowie Obmann im Auswärtigen Ausschuss. Von 2000 bis 2002 war er Vizepräsident der Europäischen Volkspartei (EVP).
Sein Eintreten in den 1970er Jahren für einen Kurswechsel in der Deutschlandpolitik brachte Lamers den Spitznamen „Roter Karl“ ein.
Zusammen mit Wolfgang Schäuble verfasste er ein Konzeptpapier zur Europapolitik, das durch die Idee eines von ihnen so genannten „Kerneuropas“ viel Aufmerksamkeit erregte. Dieses Konzept vertrat Lamers auch auf der Tagung der Friedrich-Ebert-Stiftung am 19. März 2007 in Berlin, „Europas Außen- und Sicherheitspolitik im 21. Jahrhundert“, die als Geburtstagsgeschenk für den SPD-Strategen Egon Bahr zu dessen an diesem Tag gefeierten 85. Geburtstag veranstaltet wurde.
Im November 2006 wurde er auf Vorschlag der Landesregierung vom Stiftungsrat der Stiftung Umwelt und Entwicklung Nordrhein-Westfalen zu deren Vorsitzenden gewählt.
Lamers war Mitglied der überparteilichen Europa-Union Deutschland, die sich für ein föderales Europa und den europäischen Einigungsprozess einsetzt.
Karl Lamers war mit der Schriftstellerin Monika Lamers verheiratet und hatte einen Sohn.

## Auszeichnungen
- 1996: Großes Goldenes Ehrenzeichen für Verdienste um die Republik Österreich[2]
- 2002: Großes Verdienstkreuz des Verdienstordens der Bundesrepublik Deutschland